# Дворец детского творчества имени Комарова
Дворец детского творчества имени В. М. Комарова (ДДТ; первоначально — Дворец пионеров; с 1967 — имени В. М. Комарова) — действующее учреждение дополнительного образования детей, первый Дом детского творчества в городе Уфе. Памятник архитектуры второй половины XX века.
В 1967–2015 в ДДТ действовал театр балета «Мечте навстречу». В ДДТ обучались артист балета Р. Х. Нуреев, советский и российский рок-музыкант Ю. Ю. Шевчук.

## Описание
Имеет актовый зал на 380 мест, библиотеку, изостудию, хореографический и компьютерный классы, мастерские декоративно-прикладного творчества, туристический клуб, спортивные залы. Во дворце действует более 100 детских объединений по различным направлениям.

#### Архитектура
Двухэтажное здание в стиле неоклассики главным фасадом обращено к Революционной улице, которым заканчивается улица М. Карима.
Торжественность зданию придаёт центральный ризалит, выдвинутый на значительное удаление от фасада. Он украшен шестью колоннами с коринфскими капителями, боковые колонны устроены попарно. Стройная колоннада не закрывает арочные проёмы трёх больших окон второго этажа — они устроены как дополнительный акцент над входными дверями. Чёткий ритм чередующихся по фасаду окон, из которых каждое второе украшено сандриком — заметный элемент декоративной выразительности. Боковые ризалиты увенчаны фронтонами.

## История
Открыт в январе 1936 как Клуб пионеров, с февраля — Дом пионеров и школьников, в левом крыле здания Уфимского коммерческого училища (улица Ленина, 61), в котором располагался до 1941, когда в Уфу был эвакуирован Коминтерн.
К началу 1937 закончены инженерно-геологические работы по исследованию грунта на предполагаемой территории строительства Дворца пионеров и октябрят рядом со зданием Уфимского коммерческого училища как пристрой, с надстройкой третьего этажа здания. Архитектор проекта — Д. Е. Шибаев. Рядом архитекторы запроектировали первую в Башкирской АССР астрономическую обсерваторию. Данный проект был впоследствии отклонён. Летом 1937 началась реконструкция самого здания Уфимского коммерческого училища, которая прекратилась к концу 1938 из-за отсутствия финансирования.
В 1937 главным архитектором «Башпрогор» Н. Ю. Лермонтовым представлен новый проект Дворца пионеров, в 1938 одобрен проект архитектора А. И. Филонова.
В 1941–1945 располагался в здании Башжелдорстроя по улице К. Маркса, 12. По другим данным, в 1941 располагался в комнате детского дома № 5 по улице Кирова, 37 (здание детского приюта), в 1943 — в здании спецшколы № 13 по улице Гоголя, 34 (здание Уфимской частной женской прогимназии Хитровской).
В 1949 по Распоряжению Совета министров Башкирской АССР, Дому пионеров предоставлен второй этаж дома № 16 по улице К. Маркса (ныне на этом месте — седьмой корпус Уфимского университета науки и технологий).
3 июля 1954 года Приказом Министр просвещения РСФСР академика И. А. Каирова утверждено проектное задание на строительство Дома пионеров. Только в мае 1956 Советом министров Башкирской АССР принято решение о строительстве здания для Дворца пионеров.
30 августа 1958 открыто Первым секретарём Башкирского обкома КПСС З. Н. Нуриевым, построенное строительным трестом № 3 в стиле неоклассики по проекту главного архитектора В. А. Кондрашкова института «Башпроект». За основу взят проект Дворца пионеров для Рязани архитектора И. П. Антипова. 4 января 1959 подписан акт приёма-сдачи.
24 июня 1967 Постановлением Совета Министров РСФСР Дворцу пионеров присвоено имя дважды Героя Советского Союза лётчика-космонавта В. М. Комарова, который ранее посещал его дважды — в декабре 1964 и августе 1965.
В 1968 Дворец пионеров объединён с детским парком имени Ивана Якутова.
С 1986 — Республиканский дворец пионеров и школьников, с 1992 — Уфимский городской дворец пионеров, с 1995 — Уфимский городской Дворец детского творчества. С 2011 — ассоциированная школа ЮНЕСКО.
В 2002–2003 здание реконструировано по проекту «Башкиргражданпроект»: строительные работы выполнялись ООО «Трест БНЗС» по заказу МУП «Инвестиционно-строительный комитет города Уфы». 